# فريق عمل البيت الأبيض لفيروس كورونا
إن فريق عمل البيت الأبيض لفيروس كورونا هي فرقة عمل تابعة لوزارة الخارجية الأمريكية «تنسق وتشرف على جهود إدارة رصد ومنع انتشار واحتواء وتخفيف انتشار» فيروس كورونا (كوفيد-19). تأسست في 29 يناير 2020. يترأس فريق العمل نائب الرئيس الأمريكي مايك بنس، ديبورا بيركس هي منسقة الاستجابة.

## التاسيس
تم تأكيد أول حالة مصابة في الولايات المتحدة لـ COVID-19 في ولاية واشنطن في 20 يناير 2020، في رجل يبلغ من العمر 35 عامًا عاد من ووهان في 15 يناير. أُنشئت فرقة العمل التابعة للبيت الأبيض لفيروس كورونا يوم 29 يناير. في 31 يناير، أعلنت إدارة ترامب حالة طوارئ صحية عامة، [5] ووضعت قيود السفر على دخول المسافرين من  الصين. [6] في 10 مارس 2020، ذكرت صحيفة هيل أن الجمهوريين في مجلس الشيوخ الأمريكي الذين حضروا إحاطة مع الرئيس دونالد ترامب شجعوه على عقد المزيد من الإحاطات وجعل أنتوني فوسي «وجه رد الحكومة الفيدرالية» لأنه وفقًا لسيناتور لم يذكر اسمه، وفقًا لصحيفة وول ستريت جورنال، فقد تقلص دور وزير الصحة والخدمات الإنسانية أليكس عازار: «لديه مصداقية» و «يتحدث بسلطة» و «يحترم المجتمع الطبي». [7] دور أكبر. [8] استخدمت فرقة العمل الإحاطات الصحفية لإبلاغ التحديثات، والمبادئ التوجيهية، وتغييرات السياسة للجمهور خلال جائحة COVID-19 لعام 2020 في الولايات المتحدة.

## أفراد
| العضو                          | العضو                 | الدور                                                               |
| ------------------------------ | --------------------- | ------------------------------------------------------------------- |
| Portrait of Mike Pence         | مايك بنس              | نائب رئيس الولايات المتحدة رئيس فريق عمل البيت الأبيض لفيروس كورونا |
| Portrait of Debora L. Birx     | ديبورا بيركس          | منسق الاستجابة لفرقة عمل البيت الأبيض لفيروس كورونا                 |
| Portrait of Jerome Adams       | جيروم آدامز           | جراح عام للولايات المتحدة                                           |
| Portrait of Alex Azar          | أليكس عازار           | وزير الصحة والخدمات الإنسانية بالولايات المتحدة                     |
| Portrait of Stephen E. Biegun  | ستيفن بيغون           | نائب وزير خارجية الولايات المتحدة                                   |
| N/A                            | روبرت بلير            | مساعد الرئيس وكبير مستشاري رئيس موظفي البيت الأبيض                  |
| Portrait of Ken Cuccinelli     | كين كوتشينيللي        | القائم بأعمال نائب وزير الأمن الداخلي للولايات المتحدة              |
| Portrait of Anthony Fauci      | أنتوني فاوتشي         | مدير المعهد الوطني للحساسية والأمراض المعدية                        |
| Portrait of Derek Kan          | ديريك كان             | وكيل وزارة النقل للسياسات في مكتب الإدارة والميزانية                |
| Picture of Larry Kudlow        | لاري كودلو            | مدير المجلس الاقتصادي الوطني                                        |
| Portrait of Steven Mnuchin     | ستيفن منوشين          | وزير الخزانة الأمريكي                                               |
| Portrait of Robert C. O'Brien  | روبرت أوبراين (محامي) | مستشار الأمن القومي الأمريكي                                        |
| Portrait of Matthew Pottinger  | ماثيو بوتينجر         | نائب مستشار الأمن القومي (الولايات المتحدة)                         |
| Portrait of Robert R. Redfield | روبرت راي ريدفيلد     | مراكز مكافحة الأمراض واتقائها                                       |
| Portrait of Joel Szabat        | جويل زابات            | وكيل وزارة النقل للسياسة في وزارة النقل                             |